# Высоково (Судогодский район)
Высоково — деревня в Судогодском районе Владимирской области России, входит в состав Вяткинского сельского поселения.

## География
Деревня расположена в 9 км на юго-запад от центра поселения деревни Вяткино, в 13 км к югу от Владимира и в 36 км к северо-западу от райцентра Судогды.

## История
В конце XIX — начале XX века деревня входила в состав Погребищенской волости Владимирского уезда, с 1926 года — во Владимирской волости. 
В 1859 году в деревне числилось 43 дворов, в 1905 году — 75 дворов, в 1926 году — 57 хозяйств.
С 1929 года деревня входила с состав Погребищенского сельсовета Владимирского района, с 1965 года — Бараковского сельсовета Судогодского района, с 2005 года — в составе Вяткинского сельского поселения.

## Население
| 1859 | 1905 | 1926 | 2002 | 2010 | 2021 |
| ---- | ---- | ---- | ---- | ---- | ---- |
| 292  | ↗375 | ↘253 | ↘13  | ↗31  | ↗54  |